# Frequentieverdeling
Een frequentieverdeling is een samenvattend overzicht van frequenties van de waarden van waargenomen data. Eenvoudig gezegd geeft een frequentieverdeling weer hoe vaak elk van de mogelijke waarden of klassen waargenomen is.
Daarnaast wordt onder frequentieverdeling ook verstaan de afspraken die worden gemaakt over het gebruik van de frequenties van elektromagnetische trillingen in een bepaald medium, bijvoorbeeld de ether of een kabel voor bijvoorbeeld radio, TV of (mobiele)telefonie. 

## Discrete data
Als de data uit een discrete verdeling afkomstig zijn, met mogelijke waarden {\displaystyle \{x_{i}\}}, geeft de frequentieverdeling voor elke {\displaystyle x_{i}} de frequentie {\displaystyle f_{i}}. Worden de relatieve frequenties gegeven, dan is de frequentieverdeling een schatting van de kansfunctie van de betrokken verdeling.

### Voorbeeld 1
Iemand heeft 50 keer met een dobbelsteen gegooid en de data weergegeven in de onderstaande frequentieverdeling.
| ogenaantal | 1    | 2    | 3    | 4    | 5    | 6    | totaal |
| frequentie | 10   | 6    | 8    | 9    | 4    | 13   | 50     |
| rel. freq. | 0,20 | 0,12 | 0,16 | 0,18 | 0,08 | 0,26 | 1,00   |

### Voorbeeld 2
Een bekende frequentieverdeling is de bevolkingspiramide, die voor een kalenderjaar de verdeling van de aantallen mannen en de aantallen vrouwen over de leeftijden weergeeft.

### Voorbeeld 3
Voor de analyse van teksten bepaalt men de frequentieverdeling van de gebruikte letters en woorden.
Gemiddeld gelden de volgende relatieve frequenties voor teksten in het Nederlands.
| Letter | frequentie (%) |  | Letter | frequentie (%) |  | Letter | frequentie (%) |  | Letter | frequentie (%) |
| ------ | -------------- |  | ------ | -------------- |  | ------ | -------------- |  | ------ | -------------- |
| E      | 18,91          |  | D      | 5,93           |  | M      | 2,21           |  | C      | 1,24           |
| N      | 10,03          |  | S      | 3,73           |  | U      | 1,99           |  | F      | 0,81           |
| A      | 7,49           |  | L      | 3,57           |  | B      | 1,58           |  | X      | 0,04           |
| T      | 6,79           |  | G      | 3,40           |  | P      | 1,57           |  | Y      | 0,03           |
| I      | 6,50           |  | V      | 2,85           |  | W      | 1,52           |  | Q      | 0,01           |
| R      | 6,41           |  | H      | 2,38           |  | J      | 1,46           |  |        |                |
| O      | 6,06           |  | K      | 2,25           |  | Z      | 1,39           |  |        |                |

## Continue data
Voor continue data is het niet zinvol om voor elke mogelijke waarde de frequentie te bepalen. Er zijn oneindig veel mogelijke waarden, waarvan slechts een eindig aantal is waargenomen. Bovendien komt elke waargenomen waarde in principe slechts eenmaal onder de data voor. Naar analogie van het begrip kansdichtheid wordt in zo'n geval per interval gekeken hoe vaak een waarneming in het betrokken interval ligt. Men spreekt van groepering van de data in klassen (de intervallen). Van belang is dan ook de relatieve-frequentiedichtheid, dat wil zeggen de relatieve frequentie per eenheid van klassebreedte, dus het quotiënt van relatieve frequentie en klassebreedte. Het is de relatieve-frequentiedichtheid die, uitgezet in een histogram, een beeld geeft van de betrokken kansdichtheid.

### Voorbeeld
Iemand heeft 50 keer geblinddoekt een getal tussen 0 en 1 geprikt en de data gegroepeerd in 5 klassen van gelijke klassebreedte. Het resultaat staat in de onderstaande frequentieverdeling.
| klasse     | frequentie | rel.freq. | klassebreedte | rel.-freq.dichtheid |
| ---------- | ---------- | --------- | ------------- | ------------------- |
|            |            |           |               |                     |
| 0,0 –< 0,2 | 12         | 0,24      | 0,2           | 1,2                 |
| 0,2 –< 0,4 | 10         | 0,20      | 0,2           | 1,0                 |
| 0,4 –< 0,6 | 7          | 0,14      | 0,2           | 0,7                 |
| 0,6 –< 0,8 | 16         | 0,32      | 0,2           | 1,6                 |
| 0,8 –< 1,0 | 5          | 0,10      | 0,2           | 0,5                 |
|            |            |           |               |                     |
| totaal     | 50         | 1,00      | 1,0           |                     |